# Partagerait bonheur...
Pour plus de détails, voir Fiche technique et Distribution.
Partagerait bonheur... (徵婚啟事, Zhēnghūn qǐshì) est un film taïwanais réalisé par Chen Kuo-fu, sorti en 1998.

## Synopsis
Du Jia-zhen, une jolie ophtamologiste a un amant marié qui ne lui donne plus de nouvelles. Elle décide de passer une annonce matrimoniale.

## Fiche technique
- Titre : Partagerait bonheur...
- Titre original : 徵婚啟事 (Zhēnghūn qǐshì)
- Réalisation : Chen Kuo-fu
- Scénario : Chen Kuo-fu, Chen Shih-chieh et Chen Yu-hui
- Musique : Steve Liu
- Photographie : Ho Nan-hong
- Montage : Chang Dar-lung
- Production : Chung Hu-pin, Hsu Li-kong et Lee Hsing
- Société de production : Central Motion Pictures, Spring International et Zoom Hunt International Productions
- Société de distribution : Connaissance du Cinéma (France)
- Pays :  Taïwan
- Genre : Comédie dramatique et romance
- Durée : 104 minutes
- Dates de sortie : 
  -  Taïwan : 13 mars 1998 (Taipei)
  -  France : 13 décembre 2000

## Distribution
- Rene Liu : Dr. Du Jia-zhen
- Wu Bai
- Chen Chao-jung
- Ku Pao-ming
- King Shih-chieh
- Eli Shih

## Accueil
Le film a reçu un accueil favorable de la critique. Il obtient un score moyen de 72 % sur Metacritic.